# Kopčany
Kopčany (in ungherese Kopcsány, in tedesco Gopschein) è un comune della Slovacchia facente parte del distretto di Skalica, nella regione di Trnava.